# Sophie Ferjani
Pour les articles homonymes, voir Ferjani.
Sophie Ferjani, née le 10 juillet 1977 à Blois, est une décoratrice d'intérieur et une animatrice de télévision française.

## Biographie
Après avoir passé sa jeunesse dans le Loir-et-Cher, elle a étudié à l'École nationale supérieure des arts appliqués et des métiers d'art Olivier de Serres avant de se tourner vers le monde de la publicité.
Elle monte sa propre sociéte « Les Jolies Choses » en tant que décoratrice d’intérieur. Elle ouvre également un blog consacré à la décoration. 
Elle est contactée par M6 pour une audition en 2007 et entame une carrière télévisuelle. Elle est notamment l'une des décoratrices d'intérieur de l'émission Maison à vendre depuis 2007. Elle présente de septembre 2015 à mars 2017 D&CO en remplacement de l'animatrice initiale Valérie Damidot. Sophie Ferjani exerce également sur la chaîne Téva. 
Le 11 avril 2022, elle joue dans la serie Scènes de ménages dans le cadre de la soirée 35 ans M6 : tous en scène !.
En 2025, elle signe une collection capsule exclusive avec Mondial Tissus

## Émissions
- Depuis 2007 : Maison à vendre présentée par Stéphane Plaza (M6) : décoratrice d'intérieur
- 2008 - 2014 : 100 % mag présenté successivement par Estelle Denis, Faustine Bollaert, Louise Ekland (M6) : animatrice de la rubrique "décoration"
- 100 % Déco (M6)
- Téva déco (Téva)
- 2014 : Des gîtes pas comme les autres (M6) : jurée
- 2015 - 2017 : D&CO et D&CO, une semaine pour tout changer (M6) : animatrice
- 2017 : Redesign :  sauvons les meubles ! (M6) : animatrice
- 2019-2022 : Mieux chez soi animé par Stéphane Plaza (M6)
- 2021 : Domino Challenge, animé par Stéphane Rotenberg et Issa Doumbia (M6)
- 2022-2023 : Tout changer ou déménager, sur M6